# Канижаи, Дежё
Дежё Канижаи (венг. Kanizsai Dezső, 1886—1981) — венгерский аудиолог и сурдопедагог. Канижаи работал в Еврейской школе для глухих в Будапеште с 1907 года. В межвоенный период он опубликовал методическую программу собственной разработки. Школа на площади Мехико, где он преподавал, превратилась в клуб глухих евреев города.
После оккупации Венгрии в марте 1944 года Канижаи удалось сохранять детей в безопасности до конца войны. «Почти все выжившие [глухие евреи Венгрии] посещали Еврейскую школу для глухих на площади Мехико». По окончании войны Канижаи вернулся к научной деятельности и педагогике; он стал автором популярных венгерских учебников по сурдопедагогике, кандидатом педагогических наук (1958) и доктором психологических наук (1972).

## Деятельность в период Второй мировой войны
Количество евреев в Будапеште до начала Холокоста оценивалось в 200 000. Несмотря на антисемитские настроения в обществе, евреи жили в относительной безопасности и были хорошо интегрированы в политику и экономику страны. После оккупации Еврейская школа Канижаи предоставила убежище и обучила до 45 глухих и 12 слепых детей. Будапештские глухие евреи всех возрастов использовали школу как безопасное место встречи.
Мемуарист Израэль Дойч, поступивший в школу в пятилетнем возрасте, описывал Канижаи так: «Высокий мужчина с крупным, развитым телом и несколькими рыжими прядями в белоснежных волосах. Он жил в школе вместе с детьми. Он был евреем, как и большинство наставников и учителей». Согласно Дойчу, Канижаи был строгим, а иногда и безжалостным к нарушениям дисциплины, и «регулярно [публично] шлёпал непослушных детей». Другие учителя также били и унижали детей. В конце войны Дойчу настолько надоело, что Канижаи относился к нему «как к рабу» и «ломовой лошади», что сбежал из школы.
19 марта 1944 года немецкие войска заняли Венгрию. Прибывший вместе с ними Адольф Эйхман занялся физическим уничтожением венгерских евреев. На следующий день после оккупации Херман Крумай организовал собрание всех еврейских педагогов, включая Канижаи, и сообщил о закрытии всех еврейских школ. Всех детей следовало собрать в бывшем сиротском доме для мальчиков. Согласно планам по «окончательному решению еврейского вопроса», следующим шагом была отправка детей в концентрационные лагеря на окраинах, а затем — в лагеря уничтожения.
Канижаи пытался протестовать, но не мог препятствовать закрытию школы. Ему пришлось выбирать между отправкой детей к родителям и оставлением их в Будапеште. Канижаи решил распустить старшие классы, оставив младших школьников вместе. Решение насчёт старших классов было ошибкой, так как евреи разъехались по сельским районам и после рейдов были отправлены в лагеря. Младший класс при этом оставался вместе с Канижаи до конца войны. Педагог вместе со своей женой последовал за детьми в сиротский дом. Канижаи боялся, что слепые дети не найдут общего языка со здоровыми детьми. В конце весны 1944 года здание сиротского дома было разрушено в результате бомбардировки союзников. Один из выживших глухих, Лео Вахленберг, не услышал приказа охранника остановиться, и был застрелен. Некоторые выжившие смогли спастись у родственников, другие оставались с Канижаи до конца войны. В период с марта 1944 до января 1945 года националисты из венгерской партии «Скрещённые стрелы» убили более полумиллиона евреев, однако сообщество глухих подростков осталось неохваченным чистками. Незадолго до осады Будапешта Канижаи вместе с детьми отправили в Будапештское гетто, но там их не подвергали никаким репрессиям.
Незадолго до окончания войны здание школы для глухих было занято миссией Рауля Валленберга и снова стало убежищем для будапештских евреев. После войны Канижаи вернулся к преподаванию и вернул выживших учеников при помощи Красного Креста и организации «Джойнт». В 1947 году тем не менее Канижаи возражал против перевоза своих учеников в Палестину.